# Ernest Thompson (Musiker)
Ernest Thompson (* 20. Februar 1892; † 7. Dezember 1961 in High Point, North Carolina) war ein US-amerikanischer Old-Time-Musiker. Thompson gehörte zu den ersten ländlichen Musikern, die Plattenaufnahmen machten.

## Leben

### Kindheit und Jugend
Ernest Thompson verbrachte einen Großteil seines Lebens in Winston-Salem, North Carolina. Mit 18 Jahren verlor er bei einem Arbeitsunfall in einer Textilfabrik sein Augenlicht, sodass er eine Blindenschule besuchen musste. Obwohl ihm dort typische Arbeiten für Blinde, wie etwa das Stimmen eines Klaviers, beigebracht wurden, war Thompson weitaus mehr an der Ausbildung seiner musikalischen Fähigkeiten interessiert. In den nächsten Jahren erlernte er insgesamt eine Anzahl von 26 Instrumenten und verdiente sich sein Geld als Straßenmusiker.

### Karriere
1924 – die ersten erfolgreichen Old-Time-Aufnahmen ließen die Plattenfirmen nun weitere Künstler suchen – wurde Thompson von Williams Parks von Columbia Records in Winston-Salem entdeckt und zu einer Session eingeladen. Thompson reiste, zusammen mit Samantha Bumgardner und Eva Davis, nach New York City, wo er am 25. und am 26. April seine ersten Titel einspielte, darunter Are You from Dixie?, ein alter Tin-Pan-Alley-Song aus dem Jahr 1915. Thompsons Aufnahme wurde zu einem seiner bekanntesten Songs und inspirierte später weitere Musiker wie die Blue Sky Boys. Are You from Dixie? ist in der Country-Musik sowie im Bluegrass zu einem Klassiker geworden.
Im September 1924 folgte eine zweite Session für Columbia, bei der Thompson teilweise von der Gitarristin Connie Sides begleitet wurde. Aus dieser und der vorherigen Session waren die erfolgreichsten Platten Whistlin‘ Rufus / When You’re All In, Down and Out, Weeping Willow Tree / Sylvester Johnson Lee und Old-Time Religion / I’m Goin Down to Jordon. Unter Thompsons zahlreichen Aufnahmen für Columbia befanden sich zahlreiche Tin Pan Alley- und Ragtime-Stücke, die später zu Standards werden sollten. Beispielsweise spielte Thompson die erste Version von Red Wing ein, einer Minstrel-Ballade von Kerry Mills aus den 1890er-Jahren. Dieser Song wurde später unter anderem von Buell Kazee, Riley Puckett, Doc Williams, George Reneau und vielen weiteren aufgenommen. Thompsons veröffentlichte auch unter Pseudonymen wie „Ernest Johnson“ und „Charlie Jones“ bei Columbias Sublabeln Harmony Records und Velvet Tone Records. In Großbritannien erschienen einige Thompson-Aufnahmen über Regal Records.
Die nur durchschnittlichen Verkaufszahlen seiner Platten veranlassten Columbia dazu, Thompson aus ihrem Katalog zu streichen. Für die nächsten Jahre machte er keine weiteren Aufnahmen mehr und lebte in Winston-Salem. 1930 versuchte Thompson sich noch einmal im Plattengeschäft und nahm in Richmond, Indiana, für Gennett Records insgesamt 14 Stücke auf, von denen aber nur Sparrow Bird Waltz; Good Old Summer Time / Are You from Dixie; Swanee River, zwei Medleys, veröffentlicht wurden.

### Späte Jahre
Doch bereits kurze Zeit später zog Thompson sich zurück, lebte in Obskurität weiter und trat als Straßenmusiker vor „Brown’s Warehouse“ auf. 1931 heiratete er Cora Lee Pistrollious, ebenfalls Straßenmusikerin, und zog mit ihr nach Baltimore, Maryland. 1949 zog das Paar noch einmal nach High Point, North Carolina, um, wo Ernest Thompson 1961 unbeachtet starb.

## Diskografie
| Jahr                    | Titel | #        | Anmerkungen            |
| ----------------------- | --- | -------- | ---------------------- |
| Columbia Records        | |          |                        |
| 1924                    | Are You from Dixie? / The Wreck of the Southern Old ‘97 | 130-D    |                        |
| 1924                    | Jesse James / Lighting Express | 145-D    |                        |
| 1924                    | Little Brown Jug / How Are You Goin’ to Wet Your Whistle? | 147-D    |                        |
| 1924                    | Yield Not to Temptation / Life’s a Railway to Heaven | 158-D    |                        |
| 1924                    | Don’t Put a Tax on the Beautiful Girls / Frankie Baker | 168-D    |                        |
| 1924                    | Kiss Waltz / Sparrow Bird Waltz | 169-D    |                        |
|                         | Mississippi Sawyer / Climbing Up the Golden Stairs | 189-D    |                        |
|                         | Red Wing / Snow Deer | 190-D    |                        |
|                         | Chicken Roost Behind the Moon / Coon Crap Game | 206-D    |                        |
|                         | The Little Rosebud Casket / In the Baggage Coach Ahead | 216-D    |                        |
|                         | Alexander’s Ragtime Band / Mississippi Dippy Dip | 15000-D  |                        |
|                         | Weeping Willow Tree / Sylvester Johnson Lee | 15001-D  |                        |
|                         | At a Georgia Camp Meeting / Silly Bill | 15002-D  | mit Connie Sides       |
|                         | Whistling Rufus / When You’re All In, Down and Out | 15006-D  |                        |
|                         | Old Time Religion / I’m Going Down to Jordan | 15007-D  |                        |
| Gennett Records         | |          |                        |
| 1930                    | Sparrow Bird Waltz; Good Old Summer Time / Are You from Dixie; Swanee River | 7139     | als Ernest E. Thompson |
| Unveröffentlichte Titel | |          |                        |
| 1924                    | - War Town Quick Step - Yellow Rose in Texas - Soldier’s Joy - John Henry, Steel Driver - Jim Thompson’s Old Gray Mule | Columbia |                        |
| 1930                    | - My Little Girl; Goodbye Ma, Goodbye Pa - Bring Me a Leaf from the Sea - Snow Dear; Rainbow - Every Little Bit Added to What You Got - Sweetheart Dance with Me - I Will Be Dancing with You - What Is Home Without Babies - [kein Titel] | Gennett  |                        |